# Кушковий Дмитро Михайлович
Дмитро́ Миха́йлович Кушковий — старший лейтенант Збройних сил України.

## З життєпису
Командир батареї 55-ї окремої артилерійської бригади.
13 липня 2014 року друга зведена гаубична артилерійська батарея знаходилася в Ізвариному, через інформатора терористи дізналися про її місцерозташування й обстріляли з реактивної артилерії та мінометів з метою завадити військовикам виконати завдання з охорони кордону. Близько 1-ї години ночі в ході розвідки лейтенант Олександр Богачук і сержант Леонтій Товкач виявили велику колону автомобілів та броньовиків, які, як згодом з'ясувалося, були найманцями з Росії. Українська артилерія почала стріляти на ураження, бій тривав кілька годин, не було часу на обладнання вогневих позицій, укривалися за бронетранспортерами. У часі бою старший солдат Дмитро Дегтяр і солдат Володимир Хромогін були поранені, та бойових позицій не покинули, капітан Дмитро Заболотний під обстрілом зміг здійснити їх доставку до медпункту батальйону, після надання першої допомоги старший лейтенант Дмитро Кушковий їх доставив до госпіталю.
Станом на березень 2017 року — слухач, Національний університет оборони України імені Івана Черняховського. Проживає в Києві з дружиною Лесею.

## Нагороди
За особисту мужність і героїзм, виявлені у захисті державного суверенітету та територіальної цілісності України, вірність військовій присязі під час бойових дій та при виконанні службових обов'язків, відзначений — нагороджений
- 3 листопада 2015 року — орденом Богдана Хмельницького III ступеня.